# Neuer Weg 8 (Quedlinburg)

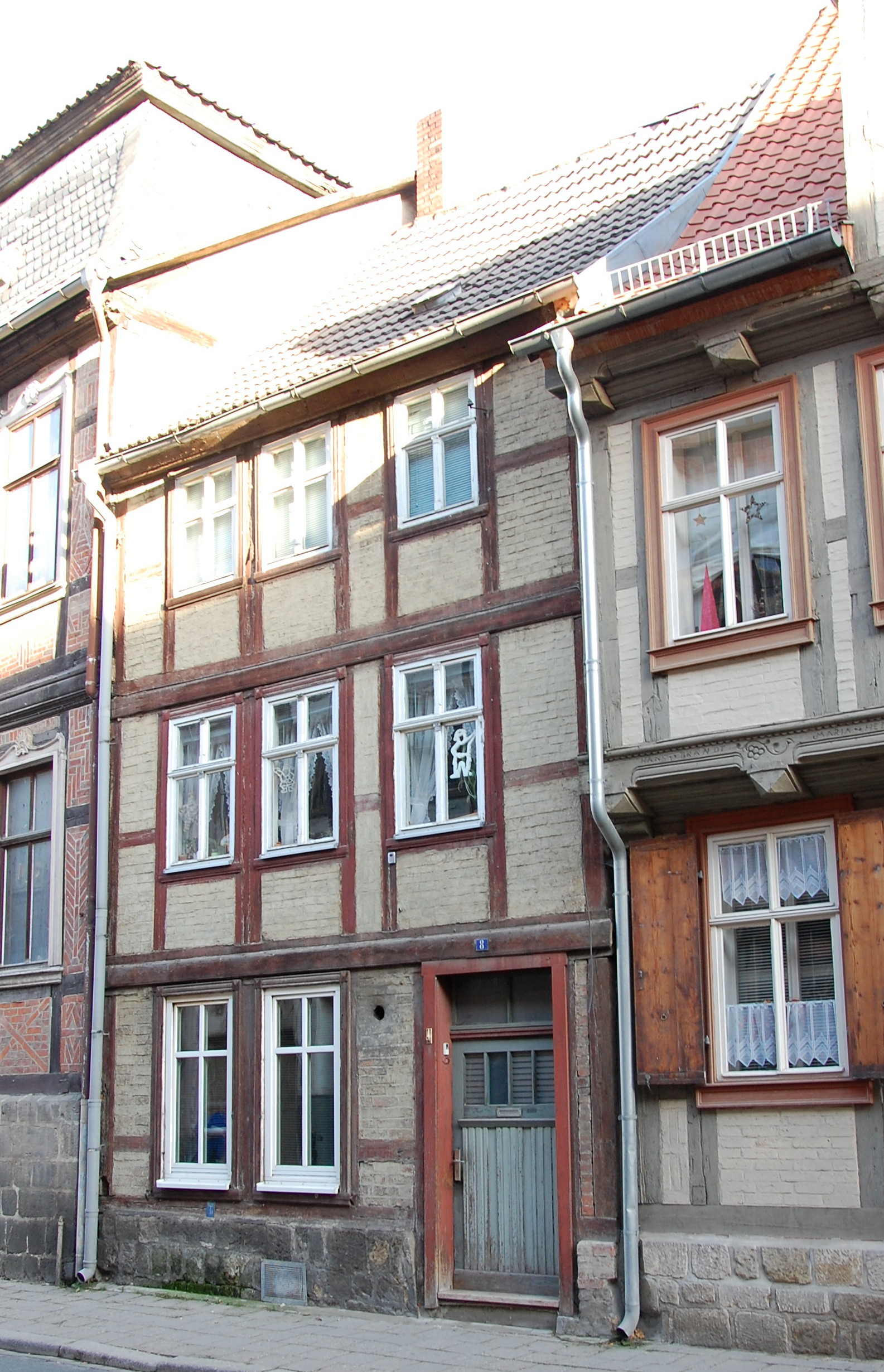
Haus Neuer Weg 8

Das Haus Neuer Weg 8 ist ein denkmalgeschütztes Gebäude in Quedlinburg in Sachsen-Anhalt.

## Lage
Das im Quedlinburger Denkmalverzeichnis als Bürgerhof eingetragene Gebäude befindet sich südlich der historischen Quedlinburger Altstadt, auf der Ostseite des Neuen Wegs. Nördlich grenzt das gleichfalls denkmalgeschützte Haus Neuer Weg 7, südlich das Haus Neuer Weg 9 an.

## Architektur und Geschichte
Das schmale dreigeschossige Fachwerkhaus entstand in der Zeit um 1800 und präsentiert sich weitgehend original. Die Fassade ist dreiachsig und nur wenig verziert. Verzierungen finden sich an der Profilbohle und an den Fensterrahmen.
Auf dem Hof befinden sich weitere Fachwerkbauten. Sie sind sehr kleinteilig strukturiert und wurden in derselben Zeit wie das Vorderhaus errichtet.